# Eleccions al Parlament d'Andalusia de 2022
Les eleccions al Parlament d'Andalusia es van celebrar el 19 de juny de 2022 per a elegir els 109 diputats i, de manera indirecta, el proper gabinet de la Junta d'Andalusia. El Partit Popular Andalús va guanyar, per primera vegada, en totes les circumscripcions electorals i també va assolir la seva primera majoria absoluta en la comunitat autònoma.

## Història

### Antecedents
Les eleccions al Parlament d'Andalusia de 2018 van donar com a resultat la victòria del Partit Socialista Obrer Espanyol d'Andalusia, obtenint 33 escons (enfront dels 47 que va obtenir a les Eleccions al Parlament d'Andalusia de 2015). El gran descens de vots a les candidatures d'esquerra van fer que el Partit Popular Andalús, que va obtenir 26 diputats (enfront dels 33 de les passades eleccions), aconseguís la presidència de la Junta d'Andalusia després d'assolir un acord de govern amb Ciutadans (amb 21 escons) i el suport de Vox (12 escons) a la investidura de Juanma Moreno, celebrada el 16 de gener de 2019. Els 59 vots de les tres forces polítiques de centredreta i dreta, davant dels 50 de les forces d'esquerra, van permetre que Susana Díaz abandonés el Palau de San Telmo, fent que els socialistes perdessin la Junta d'Andalusia, malgrat portar governant aquesta comunitat autònoma des de la restauració de la democràcia.

### Dissolució de la XI Legislatura
Després de diverses setmanes d'especulacions sobre l'avançament electoral, el president d'Andalusia, Juanma Moreno (Partit Popular Andalús), va dissoldre el parlament regional d'Andalusia el dilluns 25 d'abril per la "inestabilitat" que suposava la ruptura del pacte de govern per part de Vox, qui va rebutjar els pressupostos de 2022, així com per la impossibilitat d'arribar a acords amb el Partit Socialista Obrer Espanyol d'Andalusia, amb Unides Podem per Andalusia o amb el Grup Mixt (format pels diputats d'Adelante Andalucía i els ex-diputats de Vox) per aprovar els pressupostos generals de la regió i altres projectes importants, deixant el govern del PP-A i Ciutadans en minoria, amb 47 escons dels 109 que té la cambra andalusa.
Així doncs, el decret de dissolució del Parlament d'Andalusia i la convocatòria d'eleccions va ser signat pel president de la Junta d'Andalusia Juanma Moreno el 25 d'abril del 2022 després d'una reunió extraordinària del Consell de Govern, establint-se com a data electoral el diumenge 19 de juny, fet que suposa un avançament electoral «tècnic» (el quart avançament electoral de la història d'Andalusia) de cinc mesos sobre el calendari per defecte marcat per la XI legislatura constituïda el 27 de desembre de 2018. convocatòria va ser publicada en un suplement del Butlletí Oficial de la Junta d'Andalusia el 26 d'abril del 2022. Pocs mesos abans,VOX havia donat per acabat l'acord de govern amb el PP-A anunciat el seu rebuig a donar suport als pressupostos del 2022.

## Candidatures
A continuació es mostra una llista de les candidatures conforme a la Junta Electoral Central:
- Juan Manuel Moreno Bonilla (Partit Popular Andalús)[5]
- Juan Espadas Cejas (Partit Socialista Obrer Espanyol d'Andalusia)[6]
- Juan Marín (Ciutadans - Partit de la Ciutadania)[7]
- Macarena Olona Choclán (Vox)[8]
- Inmaculada Nieto Castro (Per Andalusia)[9][10]
- María Teresa Rodríguez-Rubio Vázquez (Endavant Andalusia- Andalucistes)[11]

## Crítiques
Macarena Olona va ser criticada per empadronar-se a casa d'un amic de Salobreña uns mesos abans de les eleccions per concórrer-hi. Això és destacable per la política antimigratòria de Vox.
Les tensions entre PSOE-Podem han provocat un caos a l'esquerra, i alguns mitjans especulen que l'esquerra gairebé no aconsegueixi escons a les eleccions.